# Hettinger (North Dakota)
Hettinger er en amerikansk by og administrativt centrum for det amerikanske county Adams County i staten North Dakota. I 2000 havde byen et indbyggertal på 1.307.

## Ekstern henvisning
- Hettingers hjemmeside (engelsk)

46°00′03″N 102°38′00″V / 46.0008°N 102.6333°V